# Lis Asklund
Louise Viveka Ulrika (Lis) Asklund, född Lagercrantz den 23 mars 1913 på Lidingö, Stockholms län, död 12 januari 2006 i Stockholm, var en svensk kurator, radioproducent, radioprogramledare och författare. 1980 grundade hon den svenska grenen av Fountainhouse-rörelsen. Hon var 1940–1980 gift med författaren Erik Asklund.

## Biografi
Lis Asklund var dotter till bankdirektör Carl Lagercrantz och grevinnan Agnes Hamilton, som härstammade i rakt nedstigande led från skalden Erik Gustaf Geijer. Hon var syster till Olof Lagercrantz och Rutger Lagercrantz samt halvsyster till Arvid Lagercrantz. Hon var också moster till Lars Lönnroth och Johan Lönnroth samt faster till Marika Lagercrantz och David Lagercrantz.
Asklund var rödakorssyster och legitimerad sjuksköterska. Hon studerade vid Florence Nightingales internationella center i London. Efter studierna blev hon 1938 en av Sveriges två första sjukhuskuratorer. Hon deltog i abortutredningen 1950 och hade redan 1942 startat en rådgivningsbyrå för kvinnor som sökte abort.

### Eugenia-utredningen
År 1959 gjorde Lis Asklund ett kritiskt granskande reportage i Sveriges Radio om vården för funktionshindrade barn på Eugeniahemmet. Inrikesminister Rune B. Johansson sa att reportaget var lögnaktigt, och att statlig utredning därför inte behövdes. Så skedde dock efter att tre intagna 14-åriga pojkar lyssnade på radio olovligt, vilket innebar relegering av kollegiet. Lis Asklund kontaktade Nyhetsbyrån TT, varpå debatten tog ny fart. Statlig utredning inleddes, och gav henne rätt i de påstådda förhållandena.
Reportaget medförde även en censurdebatt. En statlig kommission försökte stoppa programmet, men resultatet blev i stället en enskild stadga i radiolagen om rätten att göra samhällskritiska program. Tidigare ansågs att radioprogram inte skulle ifrågasätta och svartmåla institutioner, utan endast förmedla kunskap.
Asklund ledde 1956–1968 det mycket populära radioprogrammet Människor emellan, i vilket hon gav råd och tröst till människor med problem. Hon ansågs under 1950- och 1960-talen som en av pionjärerna inom svensk sexualupplysning för ungdomar. Hon skrev bland annat ett antal böcker tillsammans med rektor Torsten Wickbom.

### Författarskap
År 1986 gav hon ut sin memoarbok Uppbrott, där hon berättade hur hon vid 67 års ålder bröt upp från ett 40-årigt äktenskap med författaren Erik Asklund. Boken blev mycket omtalad.